# Bahnhof Sennhof-Kyburg
Der Bahnhof Sennhof-Kyburg (484 m ü. M.) ist ein Bahnhof in der Winterthurer Aussenwacht und Quartier Sennhof, das zum Stadtkreis Seen gehört. Das Schloss Kyburg ist jedoch nicht in unmittelbarer Nähe zur Station – obwohl die Bahnstation auch nach ihr benannt ist –, sondern nur mit einer 40-minütigen Wanderung erreichbar.
Der Bahnhof mit Güterschuppen steht unter kantonalem Denkmalschutz und ist dort als Objekt von regionaler Bedeutung gelistet.

## Geschichte

Bahnhofsgebäude (1967)

Der Bahnhof steht an der Tösstallinie von Winterthur Grüze bis Bauma und wurde zusammen mit ihr am 4. Mai 1875 eröffnet. Sie wurde als eingeschossige Güterstation erstellt, wie sie auch an den Linien der Nationalbahn zu finden waren. Die Strecke wurde ein Jahr später bis nach Wald verlängert. 1880 wurde der Aufnahmeteil der Station aufgestockt, auch die Bretterverschalungen stammen aus dieser Zeit.
Ab 1882 besass die betreibende Bahngesellschaft auch ein eigenes Gleis bis zum Hauptbahnhof Winterthur. Am 10. Juni 1918 wurde der Bahnhof mitsamt der Strecke verstaatlicht und ging in den Besitz der SBB über.
1949 wurde der Aufnahmeteil stark umgebaut. Der Verputz, die steinernen Tür- und Fensterumrahmungen sowie das Perrondach stammen aus diesem Jahr. Auch der Wandbrunnen stammt wahrscheinlich von diesem Umbau.
Nach dem Umbau, im dritten Viertel des 20. Jahrhunderts, wurde das ehemalige erste Gleis aufgehoben sowie eine Holzverladerampe abgebrochen und dafür ein Stellwerkvorbau unter dem Perronvordach gebaut sowie eine WC-Anlage im Güterschuppen untergebracht.
2016 erhielt der Bahnhof ein zweites, 170 Meter langes Aussenperron. Dieses wurde nötig, damit ab 2018 mit der auf der Tösstallinie mit der S11 eine Direktverbindung nach Zürich aufgenommen werden konnte. Mit dem erfolgten Ausbau des Bahnhofs im Rahmen der 4. Teilergänzung des S-Bahn Zürich zur Kreuzungsstation mit zwei Bahnsteigen wird der Bahnhof Sennhof-Kyburg ab Dezember 2018 einerseits von der S26 im vollwertigen Halbstundentakt bedient und erhielt neu mit der S11 stündlich eine direkte Anbindung nach Zürich.

## Nahverkehr
Der Bahnhof wird abgesehen von der Postauto-Nachtbuslinie N68 (Winterthur HB – Seen – Zell – Turbenthal – Wila), die nur zum Aussteigen in Sennhof hält, von keiner Buslinie bedient.

## Zugverkehr
Der Bahnhof wird von der S11 (stündlich) und von der S26 (halbstündlich) bedient. Beide gehören zur S-Bahn Zürich
- S 11 Aarau – Lenzburg – Dietikon – Zürich HB – Stettbach – Winterthur – Seuzach/Sennhof-Kyburg (– Wila)
- S 26 Winterthur – Bauma – Rüti ZH

## Wanderwege
Der Bahnhof Sennhof-Kyburg ist ein beliebter Ausgangspunkt für Wanderungen zum Schloss Kyburg. Auch Ausflüge entlang der Töss bieten sich an. Ausserdem ist der Bahnhof Start-/Zielort zweier Etappen des Rundweg Winterthur.